# Дени Клозе
Дени Клозе  (на немски: Dennie Klose) (роден на 28 март 1979 г. в Айнбек) е немски телевизионен водещ и комик.
Клозе е член на театралната група на мюнстерската общност в Айнбек през 1993 г. и през 1997 г. основава кабаретна група „Вселенският квартет“, а през 1998 г. и кабаретна група „Мюнстер кабаретно общество“. През 1999 г. той има първата си самостоятелна изява в Café Zivil, а през 2001 г. е актьор в интернет сапунена опера на живо тук. През 2002 г. той има допълнителни самостоятелни изяви в Гьотинген и околностите, създадена е първата му самостоятелна стендъп програма The Last Ice Horn. През 2003 г. той стига до финала на категорията ffn-ComedyAward – Newcomer.